# New World Tour
Il New World Tour (chiamato anche Signals Tour) è il nono tour ufficiale della band canadese Rush. Il tour va suddiviso in 3 parti: il Signals Warm-Up Tour, e le 2 parti che compongono il New World Tour vero e proprio.

## Signals Warm-Up Tour

### Storia
Come già accaduto nei precedenti tour, anche in questa occasione i Rush effettuano un breve tour di riscaldamento negli Stati Uniti di 11 date per raggiungere la forma ottimale prima di entrare in studio per registrare il nuovo album Signals, oltre che per mettere a punto e testare alcune nuove canzoni. I gruppi spalla per i Rush in questa serie di esibizioni sono i Krokus ed i Riggs.
Durata approssimativa dello show: 120/130 minuti.
Il Signals Warm-Up Tour è stato soprannominato dalla band "Tour of the Nadars".

### Scaletta
La scaletta per questa serie di spettacoli è simile a quella già proposta durante la parte terminale del Moving Pictures Tour, viene quindi proposta nuovamente la canzone ancora inedita Subdivisions ed anche il nuovo pezzo The Analog Kid (entrambe eseguite in versioni non ancora definitive), che nella setlist prende il posto di Xanadu.
- 2112 (Overture e The Temples of Syrinx)
- Freewill
- Limelight
- Hemispheres (Prelude)
- Beneath, Between & Behind
- Subdivisions (brano ancora inedito)
- The Camera Eye
- YYZ / assolo di batteria / YYZ
- Broon's Bane
- The Trees
- The Analog Kid (brano ancora inedito)
- The Spirit of Radio
- Red Barchetta
- Closer to the Heart
- Tom Sawyer
- Vital Signs
- Medley 
 Working Man (abbreviata) 
 Hemispheres (Armageddon) (abbreviata) 
 By-Tor and the Snow Dog (abbreviata) 
 In the End (abbreviata) 
 In The Mood (abbreviata) 
 2112 (Grand Finale)
- bis: La Villa Strangiato

## New World Tour

### Storia
Tour promozionale per il nuovo album Signals che si protrae per 8 mesi interessando gli Stati Uniti d'America, l'Europa e solo marginalmente il Canada. Il tour è suddiviso in due parti, la prima comprendente 57 spettacoli, la seconda 52, dei quali due annullati. Gruppi spalla per i Rush durante il New World Tour (chiamato così per citare uno dei pezzi del nuovo album, New World Man) sono: Rory Gallagher, Golden Earring, Jon Butcher Axis, Wrabbit e Nazareth. Per questo tour la band ed il suo staff si impegnano per allestire uno show sempre più ricco: viene raddoppiato il numero di luci sul palco e migliorato anche l'impianto audio. Notevoli gli sviluppi anche dell'aspetto visivo, con inserimento di spezzoni di film e vari filmati sincronizzati con le performance live. Nel complesso il pubblico pagante si attesta oltre i 925.000 spettatori.
Durata approssimativa dello show: 120/130 minuti.
Come di consueto anche per il New World Tour è stato reso disponibile il Tourbook, libretto contenente foto, informazioni scritte da Peart riguardanti la genesi del nuovo album, informazioni sullo staff impegnato nella organizzazione del tour, e schede sui singoli componenti del gruppo; la scheda di Lifeson, originariamente nata come spazio dedicato alla descrizione dell'equipaggiamento utilizzato da ciascun musicista, a partire da questo tourbook, sarà sempre spiritosa, demenziale e ricca di non sense.

### Scaletta
La scaletta per questo tour vede l'inserimento di molti brani tratti dal nuovo lavoro in studio Signals. Per la prima volta viene utilizzato il tema de "I Tre Marmittoni" in apertura degli spettacoli. La setlist non subisce cambiamenti durante il tour, anche se Chemistry non è stata eseguita nelle date europee (salvo nella tappa di Rotterdam) e The Camera Eye in quelle tedesche.
- Introduzione (tema di "The Three Stooges")
- The Spirit of Radio
- Tom Sawyer
- Freewill
- Digital Man
- Subdivisions
- Vital Signs
- The Camera Eye (abbreviata, non eseguita il 6,7,8,10,11 maggio)
- Closer to the Heart
- Chemistry (non eseguita a partire dal 6 maggio)
- The Analog Kid
- Broon's Bane
- The Trees
- Red Barchetta
- The Weapon (part II of Fear)
- New World Man
- Limelight
- Countdown
- bis: Medley 
 2112 (Overture e The Temples of Syrinx) 
 Xanadu (abbreviata) 
 La Villa Strangiato (abbreviata) 
 In The Mood (abbreviata)
- bis:YYZ / assolo di batteria / YYZ

## Formazione
- Geddy Lee – basso elettrico, voce, tastiere, bass pedals
- Alex Lifeson – chitarra elettrica, chitarra acustica, bass pedals, cori
- Neil Peart – batteria, percussioni

## Date
Calendario completo del tour
| Prima Leg (Signals Warm-Up Tour) |                      |                       |                                      |                                                                    |
| Data                             | Città                | Paese                 | Luogo                                | Note                                                               |
| 1º aprile 1982                   | Little Rock          | Stati Uniti d'America | Barton Coliseum                      |                                                                    |
| 2 aprile 1982                    | Jackson              | Stati Uniti d'America | Mississippi Coliseum                 |                                                                    |
| 3 aprile 1982                    | Monroe               | Stati Uniti d'America | Civic Center Arena                   |                                                                    |
| 5 aprile 1982                    | Lake Charles         | Stati Uniti d'America | Civic Center                         |                                                                    |
| 6 aprile 1982                    | Baton Rouge          | Stati Uniti d'America | Riverside Centroplex                 |                                                                    |
| 7 aprile 1982                    | Biloxi               | Stati Uniti d'America | Mississippi Coast Coliseum           |                                                                    |
| 8 aprile 1982                    | Shreveport           | Stati Uniti d'America | Hirsch Memorial Coliseum             |                                                                    |
| 9 aprile 1982                    | Tallahassee          | Stati Uniti d'America | Leon County Civic Center             |                                                                    |
| 10 aprile 1982                   | Lakeland             | Stati Uniti d'America | Civic Center Arena                   |                                                                    |
| 11 aprile 1982                   | Lakeland             | Stati Uniti d'America | Civic Center Arena                   |                                                                    |
| 12 aprile 1982                   | Saint Petersburg     | Stati Uniti d'America | Bayfront Center Arena                |                                                                    |
| Seconda Leg (New World Tour)     |                      |                       |                                      |                                                                    |
| Data                             | Città                | Paese                 | Luogo                                | Note                                                               |
| 3 settembre 1982                 | Green Bay            | Stati Uniti d'America | Brown County Arena                   |                                                                    |
| 4 settembre 1982                 | La Crosse            | Stati Uniti d'America | La Crosse Center                     |                                                                    |
| 5 settembre 1982                 | Dubuque              | Stati Uniti d'America | Five Flags Center                    |                                                                    |
| 7 settembre 1982                 | Sioux Falls          | Stati Uniti d'America | Sioux Falls Arena                    |                                                                    |
| 8 settembre 1982                 | Des Moines           | Stati Uniti d'America | Veterans Memorial Auditorium         |                                                                    |
| 9 settembre 1982                 | Omaha                | Stati Uniti d'America | Civic Auditorium Arena               |                                                                    |
| 11 settembre 1982                | Rapid City           | Stati Uniti d'America | Rushmore Plaza Civic Center          |                                                                    |
| 12 settembre 1982                | Bismarck             | Stati Uniti d'America | Bismarck Civic Center                |                                                                    |
| 14 settembre 1982                | Billings             | Stati Uniti d'America | Metrapark                            |                                                                    |
| 15 settembre 1982                | Casper               | Stati Uniti d'America | Casper Events Center                 |                                                                    |
| 17 settembre 1982                | Denver               | Stati Uniti d'America | McNichols Arena                      |                                                                    |
| 19 settembre 1982                | Pocatello            | Stati Uniti d'America | ISU Minidome                         |                                                                    |
| 20 settembre 1982                | Boise                | Stati Uniti d'America | BSU Pavillon                         |                                                                    |
| 21 settembre 1982                | Salt Lake City       | Stati Uniti d'America | Salt Palace center                   |                                                                    |
| 30 settembre 1982                | Vancouver            | Canada                | Pacific Coliseum                     |                                                                    |
| 2 ottobre 1982                   | Calgary              | Canada                | Calgary Corral                       |                                                                    |
| 3 ottobre 1982                   | Edmonton             | Canada                | Northlands Coliseum                  |                                                                    |
| 5 ottobre 1982                   | Winnipeg             | Canada                | Winnipeg Arena                       |                                                                    |
| 8 ottobre 1982                   | Duluth               | Stati Uniti d'America | Duluth Arena                         |                                                                    |
| 9 ottobre 1982                   | Milwaukee            | Stati Uniti d'America | Mecca Arena                          |                                                                    |
| 10 ottobre 1982                  | Madison              | Stati Uniti d'America | Dane County Memorial Coliseum        |                                                                    |
| 12 ottobre 1982                  | Saint Louis          | Stati Uniti d'America | The Checkerdome                      |                                                                    |
| 13 ottobre 1982                  | Champaign            | Stati Uniti d'America | University of Illinois Assembly Hall |                                                                    |
| 15 ottobre 1982                  | Saint Louis          | Stati Uniti d'America | The Checkerdome                      |                                                                    |
| 16 ottobre 1982                  | Kansas City          | Stati Uniti d'America | Kemper Arena                         |                                                                    |
| 17 ottobre 1982                  | Wichita              | Stati Uniti d'America | Kansas Coliseum                      |                                                                    |
| 19 ottobre 1982                  | Memphis              | Stati Uniti d'America | Mid-South Coliseum                   |                                                                    |
| 20 ottobre 1982                  | Nashville            | Stati Uniti d'America | Municipal Auditorium                 |                                                                    |
| 30 ottobre 1982                  | Lexington            | Stati Uniti d'America | Rupp Arena                           |                                                                    |
| 31 ottobre 1982                  | Evansville           | Stati Uniti d'America | Roberts Stadium                      |                                                                    |
| 1º novembre 1982                 | Indianapolis         | Stati Uniti d'America | Market Square Arena                  |                                                                    |
| 3 novembre 1982                  | Richfield            | Stati Uniti d'America | Richfield Coliseum                   |                                                                    |
| 4 novembre 1982                  | Richfield            | Stati Uniti d'America | Richfield Coliseum                   |                                                                    |
| 5 novembre 1982                  | South Bend           | Stati Uniti d'America | Notre Dame ACC                       |                                                                    |
| 7 novembre 1982                  | Detroit              | Stati Uniti d'America | Joe Louis Arena                      |                                                                    |
| 8 novembre 1982                  | Detroit              | Stati Uniti d'America | Joe Louis Arena                      |                                                                    |
| 9 novembre 1982                  | Dayton               | Stati Uniti d'America | University of Dayton Arena           |                                                                    |
| 11 novembre 1982                 | Kalamazoo            | Stati Uniti d'America | Wings Stadium                        |                                                                    |
| 12 novembre 1982                 | Toledo               | Stati Uniti d'America | Toledo Sports Arena                  |                                                                    |
| 15 novembre 1982                 | Toronto              | Canada                | Maple Leaf Gardens                   |                                                                    |
| 16 novembre 1982                 | Toronto              | Canada                | Maple Leaf Gardens                   |                                                                    |
| 17 novembre 1982                 | Toronto              | Canada                | Maple Leaf Gardens                   |                                                                    |
| 19 novembre 1982                 | Rosemont             | Stati Uniti d'America | Rosemont Horizon                     |                                                                    |
| 20 novembre 1982                 | Rosemont             | Stati Uniti d'America | Rosemont Horizon                     |                                                                    |
| 21 novembre 1982                 | Rosemont             | Stati Uniti d'America | Rosemont Horizon                     |                                                                    |
| 29 novembre 1982                 | Largo                | Stati Uniti d'America | Capital Centre                       |                                                                    |
| 30 novembre 1982                 | Hampton              | Stati Uniti d'America | Hampton Coliseum                     |                                                                    |
| 2 dicembre 1982                  | New York             | Stati Uniti d'America | Madison Square Garden                |                                                                    |
| 3 dicembre 1982                  | New York             | Stati Uniti d'America | Madison Square Garden                |                                                                    |
| 5 dicembre 1982                  | Providence           | Stati Uniti d'America | Civic Center                         |                                                                    |
| 6 dicembre 1982                  | Boston               | Stati Uniti d'America | The Gardens                          |                                                                    |
| 8 dicembre 1982                  | Uniondale            | Stati Uniti d'America | Nassau Coliseum                      |                                                                    |
| 9 dicembre 1982                  | Uniondale            | Stati Uniti d'America | Nassau Coliseum                      |                                                                    |
| 11 dicembre 1982                 | New Haven            | Stati Uniti d'America | Veterans Coliseum                    |                                                                    |
| 13 dicembre 1982                 | Filadelfia           | Stati Uniti d'America | The Spectrum                         |                                                                    |
| 14 dicembre 1982                 | Filadelfia           | Stati Uniti d'America | The Spectrum                         |                                                                    |
| 15 dicembre 1982                 | Workester            | Stati Uniti d'America | The Centrum                          |                                                                    |
| Terza Leg (New World Tour)       |                      |                       |                                      |                                                                    |
| Data                             | Città                | Paese                 | Luogo                                | Note                                                               |
| 11 febbraio 1983                 | Albuquerque          | Stati Uniti d'America | Tingley Coliseum                     |                                                                    |
| 12 febbraio 1983                 | Albuquerque          | Stati Uniti d'America | Tingley Coliseum                     |                                                                    |
| 14 febbraio 1983                 | Long Beach           | Stati Uniti d'America | Long Beach Arena                     |                                                                    |
| 15 febbraio 1983                 | Long Beach           | Stati Uniti d'America | Long Beach Arena                     |                                                                    |
| 17 febbraio 1983                 | Los Angeles          | Stati Uniti d'America | Great Western Forum                  |                                                                    |
| 18 febbraio 1983                 | Los Angeles          | Stati Uniti d'America | Great Western Forum                  |                                                                    |
| 21 febbraio 1983                 | San Diego            | Stati Uniti d'America | Sports arena                         |                                                                    |
| 23 febbraio 1983                 | Tucson               | Stati Uniti d'America | Community Center                     |                                                                    |
| 24 febbraio 1983                 | Phoenix              | Stati Uniti d'America | Veterans Memorial Colyseum           |                                                                    |
| 26 febbraio 1983                 | Las Cruces           | Stati Uniti d'America | Pan American Center                  |                                                                    |
| 28 febbraio 1983                 | Dallas               | Stati Uniti d'America | Reunion Arena                        |                                                                    |
| 1º marzo 1983                    | Dallas               | Stati Uniti d'America | Reunion Arena                        |                                                                    |
| 2 marzo 1983                     | San Antonio          | Stati Uniti d'America | Convention Center Arena              |                                                                    |
| 4 marzo 1983                     | Oklahoma City        | Stati Uniti d'America | The Myriad                           |                                                                    |
| 6 marzo 1983                     | Houston              | Stati Uniti d'America | The Summit                           |                                                                    |
| 7 marzo 1983                     | Houston              | Stati Uniti d'America | The Summit                           |                                                                    |
| 16 marzo 1983                    | Jacksonville         | Stati Uniti d'America | Jacksonville Coliseum                |                                                                    |
| 17 marzo 1983                    | Hollywood            | Stati Uniti d'America | Hollywood Sportatorium               |                                                                    |
| 18 marzo 1983                    | Hollywood            | Stati Uniti d'America | Hollywood Sportatorium               |                                                                    |
| 20 marzo 1983                    | Lakeland             | Stati Uniti d'America | Civic Center                         |                                                                    |
| 21 marzo 1983                    | Lakeland             | Stati Uniti d'America | Civic Center                         |                                                                    |
| 23 marzo 1983                    | Atlanta              | Stati Uniti d'America | The Omni                             |                                                                    |
| 25 marzo 1983                    | Charlotte            | Stati Uniti d'America | The Coliseum                         |                                                                    |
| 26 marzo 1983                    | Columbia             | Stati Uniti d'America | Un. of South Carolina Coliseum       |                                                                    |
| 27 marzo 1983                    | Greensboro           | Stati Uniti d'America | Greensboro Coliseum                  |                                                                    |
| 29 marzo 1983                    | Charleston           | Stati Uniti d'America | Charleston Civic Center Coliseum     |                                                                    |
| 30 marzo 1983                    | Cincinnati           | Stati Uniti d'America | Riverfront Coliseum                  |                                                                    |
| 1º aprile 1983                   | Hartford             | Stati Uniti d'America | Civic Center                         |                                                                    |
| 2 aprile 1983                    | Syracuse             | Stati Uniti d'America | Carrier Dome                         |                                                                    |
| 4 aprile 1983                    | Pittsburgh           | Stati Uniti d'America | Civic Arena                          |                                                                    |
| 5 aprile 1983                    | Buffalo              | Stati Uniti d'America | Memorial Auditorium                  |                                                                    |
| 7 aprile 1983                    | Québec               | Canada                | The Coliseum                         |                                                                    |
| 8 aprile 1983                    | Montréal             | Canada                | The Forum                            |                                                                    |
| 9 aprile 1983                    | Montréal             | Canada                | The Forum                            |                                                                    |
| 3 maggio 1983                    | Rotterdam            | Paesi Bassi           | Ahoy Sportpaleis                     |                                                                    |
| 4 maggio 1983                    | Parigi               | Francia               | Le Zenit                             | data cancellata                                                    |
| 6 maggio 1983                    | Stoccarda            | Germania              | Sporthalle Boblingen                 |                                                                    |
| 7 maggio 1983                    | Francoforte sul Meno | Germania              | Festhalle                            |                                                                    |
| 8 maggio 1983                    | Amburgo              | Germania              | Congress Centrum                     |                                                                    |
| 10 maggio 1983                   | Düsseldorf           | Germania              | Philipshalle                         |                                                                    |
| 11 maggio 1983                   | Heidelberg           | Germania              | Rhein-Neckar-Halle                   |                                                                    |
| 12 maggio 1983                   | Bruxelles            | Belgio                | Forest National                      |                                                                    |
| 14 maggio 1983                   | Birmingham           | Inghilterra           | National Exhibition Centre           |                                                                    |
| 15 maggio 1983                   | Birmingham           | Inghilterra           | National Exhibition Centre           |                                                                    |
| 17 maggio 1983                   | Londra               | Inghilterra           | Wembley Arena                        |                                                                    |
| 18 maggio 1983                   | Londra               | Inghilterra           | Wembley Arena                        |                                                                    |
| 20 maggio 1983                   | Londra               | Inghilterra           | Wembley Arena                        |                                                                    |
| 21 maggio 1983                   | Londra               | Inghilterra           | Wembley Arena                        |                                                                    |
| 22 maggio 1983                   | Birmingham           | Inghilterra           | National Exhibition Centre           |                                                                    |
| 23 maggio 1983                   | Deeside              | Galles                | Deeside Leisure Centre               | data cancellata per incendio, rimpiazzata dalla data del 22 maggio |
| 24 maggio 1983                   | Edimburgo            | Scozia                | Royal Highland Exhibition Centre     |                                                                    |
| 25 maggio 1983                   | Edimburgo            | Scozia                | Royal Highland Exhibition Centre     |                                                                    |

All'elenco sopra esposto va aggiunto un evento particolare non incluso nel calendario del tour:
- 23 luglio 1983: Pierre 84 (Celebrity Tennis Jam), New York (USA), con la partecipazione di Alex Lifeson e Geddy Lee.

## Documentazione
Riguardo al New World Tour sono reperibili le seguenti testimonianze cartacee:
- Signals Tourbook.